# Pamela Goldammer
Pamela Goldammer ist eine deutsche Maskenbildnerin, die für ihre Arbeit an Border 2018 zusammen mit Göran Lundström für den Oscar nominiert wurde.

## Leben und Karriere
Pamela Goldammer wuchs in München auf und studierte am College of Fashion in London. Dort lernte sie Mitwirkende der Filmbranche kennen und bekam dadurch die Möglichkeit, an den Dreharbeiten der Harry-Potter-Filmreihe mitzuwirken. In den folgenden Jahren wirkte sie an verschiedenen Produktionen mit, darunter 2011 am oscar-ausgezeichneten Film Wolfman und 2014 an der vierten Staffel von Game of Thrones.
Für ihre Arbeit im 2018 ausgestrahlten Film Border wurde Goldammer 2019 für den Oscar nominiert wurde. Sie bezeichnete in einem Interview das Entwickeln von Charakteren als ihre Inspiration. Sie lebt mit ihrem Mann und ihrer gemeinsamen Tochter in Kanada.